# Alburnus mentoides
Alburnus mentoides és una espècie de peix cipriniforme de la família dels ciprínids.